# Commissione per il mercato interno e la protezione dei consumatori del Parlamento europeo
La commissione per il mercato interno e la protezione dei consumatori (IMCO, acronimo dell'inglese Internal Market and COnsumer protection) è una commissione permanente del Parlamento europeo. È composta da 45 eurodeputati ed è attualmente presieduta dalla tedesca Anna Cavazzini.

## Competenze
In base al regolamento del Parlamento europeo la commissione per il mercato interno e la protezione dei consumatori del Parlamento europeo è la:
1.   il coordinamento a livello dell'Unione delle legislazioni nazionali nel settore del mercato interno e per l'Unione doganale, in particolare:
a)   la libera circolazione delle merci, compresa l'armonizzazione delle norme tecniche,

b)   la libertà di stabilimento,

c)   la libera prestazione dei servizi, salvo che nel settore finanziario e in quello postale;
2.   il funzionamento del mercato unico, incluse le misure volte all'individuazione e all'eliminazione di potenziali ostacoli alla realizzazione del mercato unico, incluso il mercato unico digitale;
3.   la promozione e la tutela degli interessi economici dei consumatori, eccettuate le questioni concernenti la sanità pubblica e la sicurezza alimentare;
4.   la politica e la legislazione concernenti l'applicazione delle regole del mercato unico e i diritti dei consumatori.»
(Regolamento del Parlamento europeo, Allegato VI: Attribuzioni delle commissioni parlamentari permanenti, X. Commissione per il mercato interno e la protezione dei consumatori)

## Presidenti
| Periodo     | Presidente           | Nazionalità | Gruppo    |
| ----------- | -------------------- | ----------- | --------- |
| 2006 – 2009 | Arlene McCarthy      | Regno Unito | PSE       |
| 2009 – 2014 | Malcolm Harbour      | Regno Unito | ECR       |
| 2014 – 2017 | Vicky Ford           | Regno Unito | ECR       |
| 2017 – 2019 | Anneleen Van Bossuyt | Belgio      | ECR       |
| 2019 – 2020 | Petra De Sutter      | Belgio      | Verdi/ALE |
| 2020 –      | Anna Cavazzini       | Germania    | Verdi/ALE |